# Aeroportul Newport State
Aeroportul Newport State (IATA: NPT, ICAO: KUUU, FAA LID: UUU) este un aeroport din Rhode Island, Statele Unite ale Americii ce deservește zona Newport. Aeroportul a fost tranzitat în 2019 de 156 de pasageri. A fost numit după zona deservită.
Situat la o altitudine de 52 m, aeroportul dispune de 2 piste.

## Infrastructură

### Piste
Aeroportul dispune de 2 piste. Pista 04/22 are suprafața de asfalt și dimensiunile 2.999 picioare × 75 picioare. Pista 16/34 are suprafața de asfalt și dimensiunile 2.623 picioare × 75 picioare. 